# Veronica Gianmoena
Veronica Gianmoena (Cavalese, 25 ottobre 1995) è una combinatista nordica ed ex saltatrice con gli sci italiana.

## Biografia

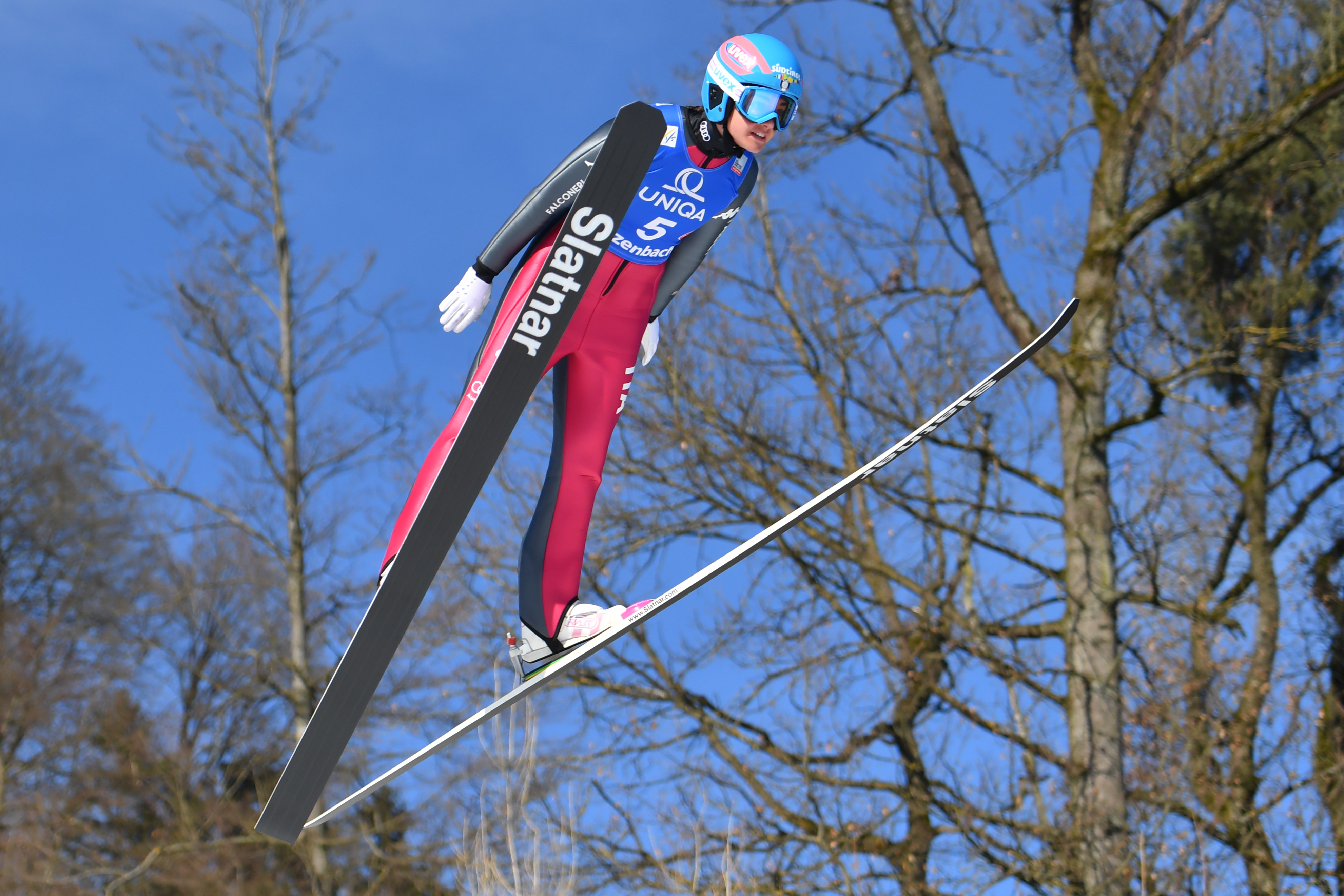
Veronica Gianmoena in gara a Hinzenbach nel 2017

Originaria di Varena, la Gianmoena ha iniziato la sua carriera nel salto con gli sci: ha esordito in Coppa Continentale l'8 agosto 2009 a Bischofsgrün (61ª) e in Coppa del Mondo il 16 febbraio 2013 a Ljubno (40ª); nel massimo circuito internazionale ha ottenuto il miglior piazzamento il 9 febbraio 2019 nella medesima località in una gara a squadre (8ª) e ha preso per l'ultima volta il via il giorno dopo sempre a Ljubno (50ª). Ai successivi Mondiali di Seefeld in Tirol 2019, sua unica presenza iridata, si è classificata 8ª nella gara a squadre, sua ultima presenza nel salto con gli sci.
Nella combinata nordica ha esordito in Coppa Continentale il 20 gennaio 2018 a Rena (5ª) e ha ottenuto il primo podio il 15 dicembre dello stesso anno a Steamboat Springs (3ª); ha esordito in Coppa del Mondo nella gara inaugurale del circuito femminile, disputata il 18 dicembre 2020 a Ramsau am Dachstein (8ª) e ai Campionati mondiali a Planica 2023, dove si è piazzata 17ª nel trampolino normale e 4ª nella gara a squadre mista. Ai Mondiali di Trondheim 2025 è stata 26ª nel trampolino normale, 24ª nella partenza in linea e 8ª nella gara a squadre mista.

## Palmarès

### Combinata nordica

#### Coppa del Mondo
- Miglior piazzamento in classifica generale: 8ª nel 2021

#### Coppa Continentale
- Miglior piazzamento in classifica generale: 4ª nel 2018 e nel 2019
- 1 podio (individuale):
  - 1 terzo posto

### Salto con gli sci

#### Coppa Continentale
- Miglior piazzamento in classifica generale: 27ª nel 2015